# 第44回グラミー賞
第44回グラミー賞 (44th Grammy Awards) は2002年2月27日にロサンゼルスのステイプルズ・センターで開催された。

## 概要
U2が2年連続最優秀レコード賞を受賞、アリシア・キーズが主要4部門中2部門を受賞した。

## 主要部門受賞者
当節の記述のうち、特記していない項目の出典はである。

### 主要4部門
年間最優秀レコード賞
- "Walk On" - U2

年間最優秀アルバム賞
- 『オー・ブラザー!（O Brother, Where Art Thou?）』（サウンドトラック） - アリソン・クラウス・アンド・ユニオン・ステーション、クリス・シャープ（英語版）、クリス・トーマス・キング、エミルー・ハリス、ギリアン・ウェルチ、ハーリー・アレン、ジョン・ハートフォード、マイク・コンプトン、ノーマン・ブレイク、パット・エンライト、ピーソール・シスターズ、ラルフ・スタンリー、サム・ブッシュ、スチュアート・ダンカン、ザ・コックス・ファミリー、フェアフィールド・フォー、ザ・ホワイツ & ティム・ブレイク・ネルソン

年間最優秀楽曲賞
- "フォーリン（Fallin'）" - アリシア・キーズ

最優秀新人賞
- アリシア・キーズ
- インディア・アリー
- ネリー・ファータド
- デヴィッド・グレイ
- リンキン・パーク

### ポップ
最優秀女性ポップ・ボーカル・パフォーマンス
- "I'm Like A Bird" - ネリー・ファータド（『Whoa, Nelly!』所収）

最優秀男性ポップ・ボーカル・パフォーマンス
- "Don't Let Me Be Lonely Tonight" - ジェームス・テイラー（『One Man Dog』所収）

最優秀ポップ・パフォーマンス（デュオもしくはグループ）
- "Stuck In A Moment You Can't Get Out Of" - U2（『オール・ザット・ユー・キャント・リーヴ・ビハインド（All That You Can't Leave Behind ）』所収）

最優秀ポップ・コラボレーション（ボーカルあり）
- "レディ・マーマレイド（Lady Marmalade）" - クリスティーナ・アギレラ、リル・キム、マイア、P!NK（『Moulin Rouge! Music from Baz Luhrmann's Film』所収）

最優秀ポップ・インストゥルメンタル・パフォーマンス
- "Reptile" - エリック・クラプトン（『レプタイル（Reptile）』所収）

最優秀ダンス録音
- "オール・フォー・ユー（All For You）" - ジャネット・ジャクソン（『オール・フォー・ユー（All for You）』所収）

最優秀ポップ・ボーカル・アルバム
- 『ラヴァーズ・ロック（Lovers Rock）』 - シャーデー

最優秀ポップ・インストゥメンタル・アルバム
- 『ノー・サブスティテューションズ〜ライヴ・イン・大阪（No Substitutions - Live in Osaka）』 - ラリー・カールトン＆スティーヴ・ルカサー

### トラディッショナル・ポップ
最優秀トラディッショナル・ポップ・ボーカル・アルバム
- 『ソングス・アイ・ハード（Songs I Heard）』 - ハリー・コニック・ジュニア

### ロック
最優秀女性ロック・ボーカル・パフォーマンス
- "Get Right With God" - ルシンダ・ウィリアムス（『エッセンス（Essence）』所収）

最優秀男性ロック・ボーカル・パフォーマンス
- "Dig In" - レニー・クラヴィッツ（『Lenny』所収）

最優秀ロック・パフォーマンス（デュオもしくはグループ）
- "エレヴェイション（Elevation）" - U2（『オール・ザット・ユー・キャント・リーヴ・ビハインド（All That You Can't Leave Behind）』所収）

最優秀ロック・インストゥルメンタル・パフォーマンス
- "Dirty Mind" - ジェフ・ベック（『ユー・ハッド・イット・カミング（You Had It Coming）』所収）

最優秀ハードロック・パフォーマンス
- "Crawling" - リンキン・パーク（『ハイブリッド・セオリー（Hybrid Theory）』所収）

最優秀メタル・パフォーマンス
- "Schism" - トゥール（『ラタララス（Lateralus）』所収）

最優秀ロック・ソング
- トレイン "Drops of Jupiter" - チャーリー・コリン（英語版）、ロブ・ホチキス、パット・モナハン（英語版）、ジム・スタフォード、スコット・アンダーウッド（英語版）（ソングライター）

最優秀ロック・アルバム
- 『オール・ザット・ユー・キャント・リーヴ・ビハインド（All That You Can't Leave Behind）』 - U2

### オルタナティヴ
最優秀オルタナティヴ・ミュージック・アルバム
- 『パラシューツ（Parachutes）』 - コールドプレイ
- 『ストレンジ・リトル・ガールズ（Strange Little Girls）』 - トーリ・エイモス
- 『ヴェスパタイン（Vespertine）』 - ビョーク
- 『Halfway Between the Gutter and the Stars』 - ファットボーイ・スリム
- 『アムニージアック（Amnesiac）』 - レディオヘッド

### R&B
最優秀女性R&Bボーカル・パフォーマンス
- "フォーリン（Fallin'）" - アリシア・キーズ（『ソングス・イン・A・マイナー（Songs in A Minor）』所収）

最優秀男性R&Bボーカル・パフォーマンス
- "U Remind Me" - アッシャー（『8701』所収）

最優秀R&Bパフォーマンス（デュオもしくはグループ）
- "Survivor" - デスティニーズ・チャイルド（『サヴァイヴァー（Survivor）』所収）

最優秀R&Bソング
- "フォーリン（Fallin'）" - アリシア・キーズ（『ソングス・イン・A・マイナー（Songs in A Minor）』所収）

最優秀R&Bアルバム
- 『ソングス・イン・A・マイナー（Songs In A Minor）』 - アリシア・キーズ

最優秀トラディッショナルR&Bボーカル・アルバム
- 『アット・ラスト（At Last）』 - グラディス・ナイト

### ラップ
最優秀ラップ・ソロ・パフォーマンス
- "Get Ur Freak On" - ミッシー・エリオット（『Miss E... So Addictive』所収）

最優秀ラップ・パフォーマンス（デュオもしくはグループ）
- "Ms. Jackson" - アウトキャスト（『スタンコニーヤ（Stankonia）』所収）

最優秀ラップ／サング・コラボレーション
- "Let Me Blow Ya Mind" - イヴ featuring グウェン・ステファニー（『スコーピオン（Scorpion）』所収）

最優秀ラップ・アルバム
- 『スタンコニーヤ（Stankonia）』 - アウトキャスト

### カントリー
最優秀女性カントリー・ボーカル・パフォーマンス
- "Shine" - ドリー・パートン（『Hints Allegations and Things Left Unsaid』所収）

最優秀男性カントリー・ボーカル・パフォーマンス
- "O Death" - ラルフ・スタンリー

最優秀カントリー・パフォーマンス（デュオもしくはグループ）
- "The Lucky One" - アリソン・クラウス・アンド・ユニオン・ステーション

最優秀カントリー・コラボレーション
- "Man of Constant Sorrow" - ハーリー・アレン（英語版）、パット・エンライト、ダン・ティミンスキー（英語版）

最優秀カントリー・インストゥルメンタル・パフォーマンス
- "Foggy Mountain Breakdown" - ジェリー・ダグラス、グレン・ダンカン、ヴィンス・ギル、アルバート・リー、アール・スクラッグス、レオン・ラッセル、ランディ・スクラッグス、スティーヴ・マーティン、ゲイリー・スクラッグス、マーティ・スチュアート（英語版）

最優秀カントリー・ソング
- "The Lucky One" - ロバート・リー・キャッスルマン（英語版）（ソングライター）

最優秀カントリー・アルバム
- 『Timeless: Hank Williams Tribute』 - ボニー・ガーナー、ルーク・ルイス（英語版）、メアリー・マーティン（英語版）（プロデューサー）

最優秀ブルーグラス・アルバム
- 『ニュー・フェイヴァリット（New Favorite）』 - アリソン・クラウス・アンド・ユニオン・ステーション

### ニューエイジ
最優秀ニューエイジ・アルバム
- 『ア・デイ・ウィズアウト・レイン（A Day Without Rain）』 - エンヤ

### ジャズ
最優秀ジャズ・インストゥメンタル・ソロ
- "チャンズ・ソング（Chan's Song）" - マイケル・ブレッカー（『ニアネス・オブ・ユー:ザ・バラード・ブック（Nearness Of You : The Ballad Book）』所収）

最優秀ジャズ・インストゥメンタル・アルバム（個人もしくはグループ）
- 『ジス・イズ・ホワット・アイ・ドゥ（This Is What I Do）』 - ソニー・ロリンズ

最優秀ラージ・ジャズ・アンサンブル・アルバム
- 『Homage to Count Basie』 - ボブ・ミンツァー・ビッグ・バンド

最優秀ジャズ・ボーカル・アルバム
- 『サラ・ヴォーンに捧ぐ（The Calling）』 - ダイアン・リーヴス

最優秀コンテンポラリー・ジャズ・アルバム
- 『M²』 - マーカス・ミラー

最優秀ラテン・ジャズ・アルバム
- 『ノクターン（Nocturne）』 - チャーリー・ヘイデン

### ゴスペル
最優秀ポップ／コンテンポラリー・ゴスペル・アルバム
- 『CeCe Winans』 - Brown Bannister（プロデューサー）。Steve Bishir、Reid Shippen（エンジニア）。

最優秀ロック・ゴスペル・アルバム
- DCトーク『Solo』 - トビーマック、Michael-Anthony "Mooki" Taylor、Pete Stewart、エイドリアン・ブリュー（プロデューサー）。David Bach（エグゼクティブ・プロデューサー）。Marcelo Pennell、Joe Baldridge（エンジニア）。

最優秀トラディショナル・ソウル・ゴスペル・アルバム
- ブラインド・ボーイズ・オブ・アラバマ『Spirit of the Century』 - John Chelew（プロデューサー）。Larry Hirsch、Jimmy Hoyson（エンジニア）。

### ラテン
最優秀ラテン・ポップ・アルバム
- 『La Musica De Baldemar Huerta』 - ジョー・レイエス、マイケル・モラレス、ロナルド・モラレス（エンジニア＆プロデューサー）＆フレディ・フェンダー

最優秀トラディショナル・トロピカル・ラテン・アルバム
- 『Dejame Entrar』 - Javier Garza、John D. Thomas、Mike Couzzi、Ron Taylor、Scott Canto（エンジニア）。Andrés Castro、Emilio Estefan、Sebastian Krys（プロデューサー）＆カルロス・ビベス（英語版）（プロデューサー＆アーティスト）

最優秀メキシカン／メキシカン－アメリカン・アルバム
- 『En Vivo...El Hombre Y Su Musica』 - ラモン・アジャラ（英語版）

最優秀ラテン・ロック／オルタナティヴ・アルバム
- 『Embrace The Chaos』 - オゾマトリ

最優秀テハーノ・アルバム
- 『Nadie Como Tu』 - Solido

最優秀サルサ・アルバム
- 『La Negra Tiene Tumbao』 - ロベルト・ブラデス（英語版）

最優秀メレンゲ・アルバム
- 『Yo Por Tí』 - オルガ・タニョン（英語版）

### ブルース
最優秀トラディショナル・ブルース・アルバム
- 『Do You Get the Blues?』 - ジミー・ヴォーン

最優秀コンテンポラリー・ブルース・アルバム
- 『Nothing Personal』 - デルバート・マクリントン

### フォーク
最優秀トラディショナル・フォーク・アルバム
- Various Artists『Down from the Mountain』 - T・ボーン・バーネット（プロデューサー）。Mike Piersante（エンジニア）。

最優秀コンテンポラリー・フォーク・アルバム
- ボブ・ディラン『ラヴ・アンド・セフト（Love and Theft）』 - ボブ・ディラン（プロデューサー）。Chris Shaw（エンジニア）。

最優秀ネイティブ・アメリカン・ミュージック・アルバム
- Johnny Mike、Verdell Primeaux『Bless the People: Harmonized Peyote Songs』 - Giuli Doyle、Robert Doyle（プロデューサー）。Jack Miller（エンジニア）。

### レゲエ
最優秀レゲエ・アルバム
- 『ハーフウェイ・ツリー（Halfway Tree）』 - ダミアン・マーリー

### ポルカ
最優秀ポルカ・アルバム
- 『Gone Polka』 - ジミー・スター

### ワールドミュージック
最優秀ワールドミュージック・アルバム
- 『フル・サークル：カーネギー・ライヴ（Full Circle: Carnegie Hall 2000）』 - ラヴィ・シャンカル

### チルドレンズ
最優秀ミュージシャンアルバム（子供向け）
- セサミストリート『Elmo & the Orchestra』 - Ed Mitchell（プロデューサー）。Jimmy Hoyson、Ric Wilson（エンジニア）。

最優秀スポークン・ワード・アルバム（子供向け）
- Tom Chapin『Mama Don't Allow』 - Arnold Cardillo（プロデューサー）。Rory Young（エンジニア）。

### スポークン
最優秀スポークン・ワード・アルバム
- クインシー・ジョーンズ『Q: The Autobiography of Quincy Jones』 - Jeffrey S. Thomas、Steven Strassman（エンジニア）。Elisa Shokoff（プロデューサー）

最優秀スポークン・コメディ・アルバム
- ジョージ・カーリン『Napalm & Sillyputty』 - John Runnette（プロデューサー）

### 映画、テレビもしくは他のビジュアルメディア向け
最優秀コンピレーション・サウンドトラック（映画、テレビもしくは他のビジュアルメディア向け）
- 『オー・ブラザー!：オリジナル・サウンドトラック（O Brother, Where Art Thou?）』 - T・ボーン・バーネット（プロデューサー）。Peter Kurland、Mike Piersante（エンジニア）。

最優秀楽曲（映画、テレビもしくは他のビジュアルメディア向け）
- ゼイ・マイト・ビー・ジャイアンツ "Boss of Me" - John Flansburgh、John Linnell（ソングライター）（『マルコム in the Middle（Malcolm in the Middle）』所収）

最優秀スコア・サウンドトラック（映画、テレビもしくは他のビジュアルメディア向け）
- 『グリーン・デスティニー：オリジナル・サウンドトラック（Crouching Tiger, Hidden Dragon: Original Motion Picture Soundtrack）』 - Steven Epstein（プロデューサー）。Richard King、Lu Xiao Xing、Xu Gou Qin（エンジニア）。Tan Dun（プロデューサー兼作曲者）。

### 作曲・編曲
最優秀インストゥルメンタル作曲
- "Cast Away End Credits" - アラン・シルヴェストリ（作曲者）（『キャスト・アウェイ（Cast Away）』所収）

最優秀インストゥルメンタル編曲
- ベラ・フレック with ジョシュア・ベル＆ Gary Hoffmann "ドビュッシー：グラドゥス・アド・パルナッスム博士（Doctor Gradus Ad Parnassum）" - ベラ・フレック、エドガー・メイヤー（編曲者）（『パーペチュアル・モーション（Perpetual Motion）』所収）

最優秀インストゥルメンタル編曲（ボーカリストあり）
- Train "Drops of Jupiter" - Paul Buckmaster（編曲者）（『ドロップス・オブ・ジュピター（Drops of Jupiter）』所収）

### パッケージングおよびノーツ
最優秀録音パッケージ
- レディオヘッド『アムニージアック（限定版）（Amnesiac (Special Limited Edition)）』 - スタンリー・ドンウッド、Tchocky（アート・ディレクター）

最優秀ボックスド録音パッケージ
- Various Artist『Brain in a Box - The Science Fiction Collection』 - Hugh Brown、Steve Vance（アート・ディレクター）

最優秀アルバム・ノーツ
- リチャード・プライヤー『Richard Pryor...And It's Deep Too! The Complete Warner Bros. Recordings (1968-1992)』 - ウォルター・モズリイ（アルバム・ノーツ・ライター）
- Various Artist『Arhoolie Records 40th Anniversary Collection: 1960-2000 the Journey of Chris Strachwitz』 - Elijah Wald（アルバム・ノーツ・ライター）

### ヒストリカル
最優秀ヒストリカル・アルバム
- ビリー・ホリディ『Lady Day: The Complete Billie Holiday on Columbia 1933-1944』 - Michael Brooks、マイケル・カスクーナ（プロデューサー）。Matt Cavaluzzo、Harry Coster、Seth Foster、Darcy Proper、Ken Robertson、Mark Wilder（エンジニア）。

### 制作・エンジニアリング
最優秀エンジニアド録音（非クラシカル）
- ダイアナ・クラール『ザ・ルック・オブ・ラヴ（The Look of Love）』 - アル・シュミット（英語版）（エンジニア）

最優秀エンジニアド録音（クラシカル）
- ジョシュア・ベル『レナード・バーンスタイン (Arr. Brohn & Corigliano)：ウェスト・サイド・ストーリー（West Side Story Suite (Lonely Town; Make Our Garden Grow, Etc.)）』 - Richard King（エンジニア）

最優秀リミミックスド録音（非クラシカル）
- ダイド "Thank You (Deep Dish Vocal Remix)" - Deep Dish（リミキサー）

プロデューサー・オブ・ザ・イヤー（非クラシカル）
- T・ボーン・バーネット

プロデューサー・オブ・ザ・イヤー（クラシカル）
- マンフレート・アイヒャー

### ミュージック・ビデオ
最優秀ミュージック・ビデオ（短編）
- ファットボーイ・スリム featuring ブーツィー・コリンズ "Weapon Of Choice" - スパイク・ジョーンズ（ビデオ・ディレクター）。Vincent Landay、Deannie O'Neil（ビデオ・プロデューサー）。

最優秀ミュージック・ビデオ（長編）
- メル・ブルックス『Recording The Producers - A Musical Romp With Mel Brooks』 - Susan Froemke（ビデオ・ディレクター）。Susan Froemke、Peter Gelb（ビデオ・プロデューサー）。

### 特別賞
生涯業績賞
- ローズマリー・クルーニー
- カウント・ベイシー
- ペリー・コモ
- アル・グリーン
- ジョニ・ミッチェル

ミュージケアーズ・パーソン・オブ・ザ・イヤー
- ビリー・ジョエル[2]